# 포자성
포자성(중국어 정체자: 炮仔聲, 병음: Pàozǐshēng, 영어: The sound of happiness)은 2018년 12월 26일부터 2020년 8월 5일까지 SET 타이완 채널에서 방송한 드라마이다.

## 등장 인물
- 천관린: 린즈밍(林至明), 류톈딩(劉添丁) 역
- 리옌: 우자윈(吳家芸) 역
- 천즈창: 장정하오(張正浩), 후리하이(胡立海) 역
- 우완쥔: 우자원(吳家雯) 역
- 왕위제: 왕옌시(王妍熙) 역
- 위빙옌: 잔웨이카이(詹威凱) 역
- 린원이: 우자슈(吳家琇) 역
- 장훙언: 장훙제(江宏傑) 역
- 류즈한: 리젠화(李建華) 역
- 천샤오징: 차이윈루(蔡韻如) 역
- 장친: 양아메이(楊阿梅) 역
- 천무이: 류아이(劉阿義) 역
- 황젠췬: 린칭룽(林清隆) 역
- 허루윈: 야오밍주(姚明珠) 역
- 천위펑: 린즈원(林至文) 역
- 린짜이페이: 우궈후이(吳國輝) 역
- 류메이링: 쩡메이루(曾美茹) 역
- 류슈원: 천위옌(陳玉燕) 역
- 우둥옌: 우자룽(吳家龍) 역
- 장궈빈: 저우루이위안(周瑞淵) 역
- 커쑤윈: 선슈춘(沈秀春) 역
- 우링산: 저우융청(周永誠) 역
- 리량진: 우자쉬안(吳家璇) 역
- 천쯔쉬안: 쉬페이치(徐佩琪) 역
- 린쉬안위: 저우융치(周永琪) 역